# Sansculotten

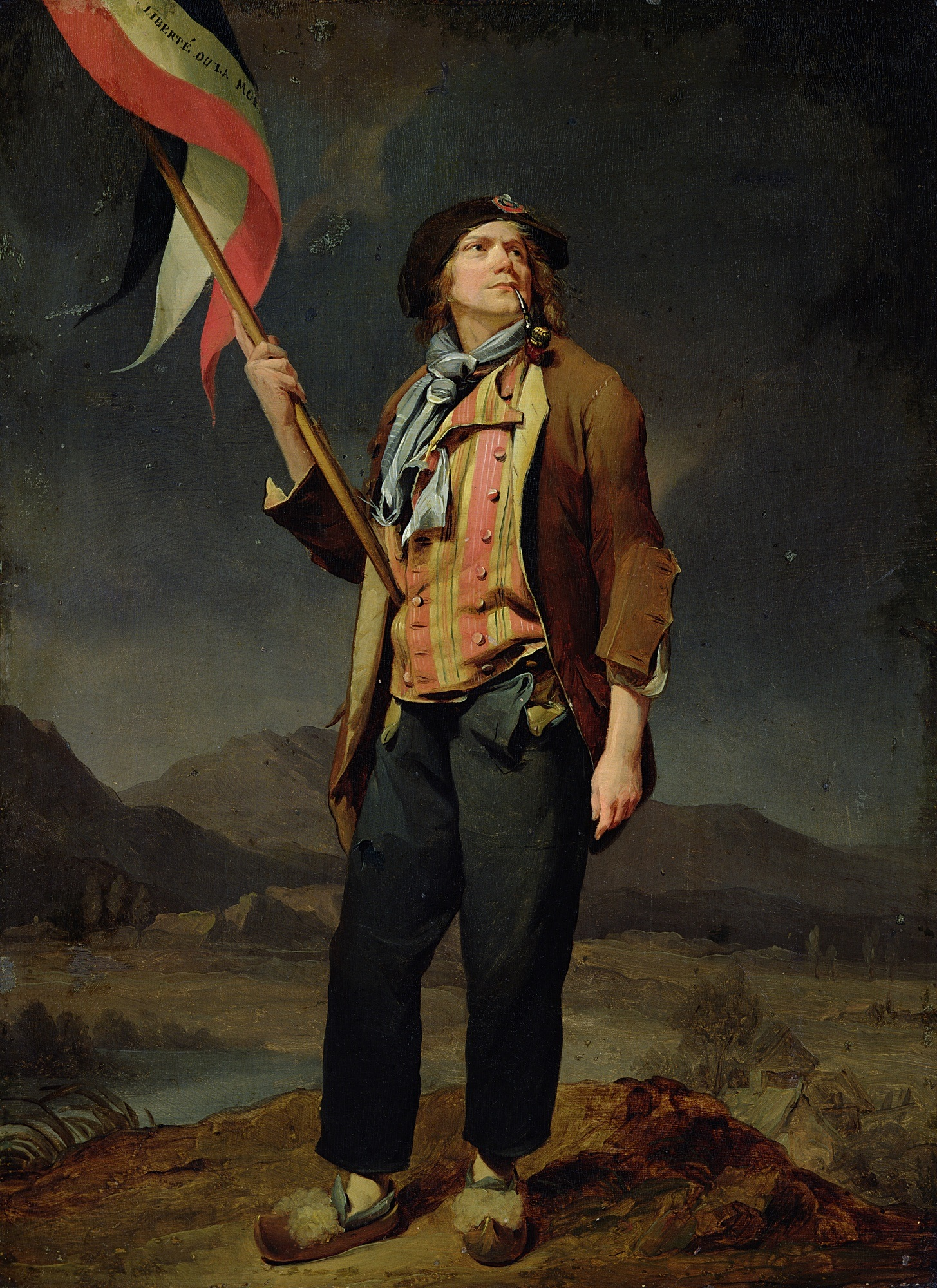
Portret van de zanger Simon Chenard gekleed als sansculotte (Louis Léopold Boilly, ca. 1792). Behalve de lange grove broek, waren ook de klompen en de baretachtige pet typische attributen.

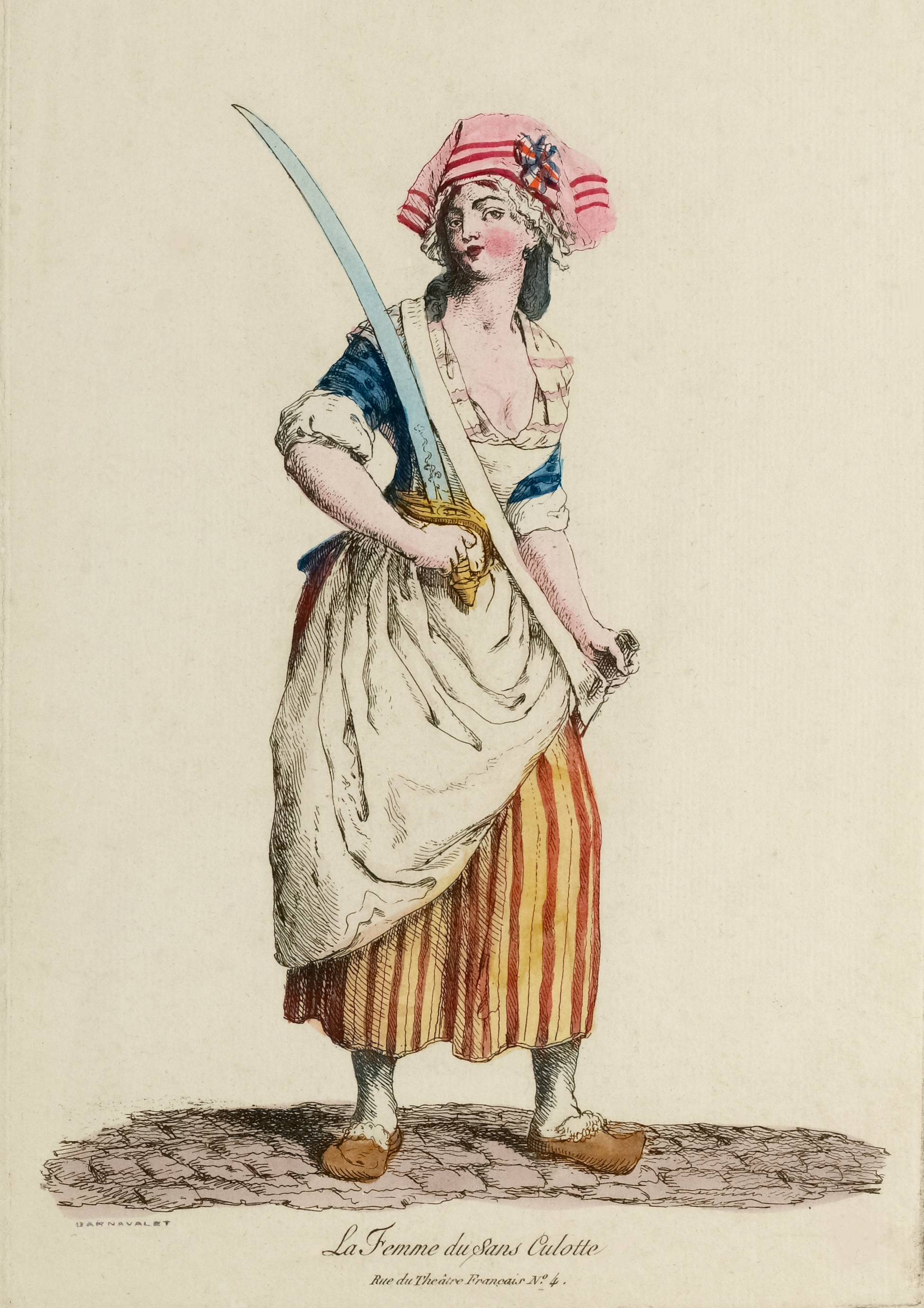
De vrouw van de sansculotte, ca. 1792

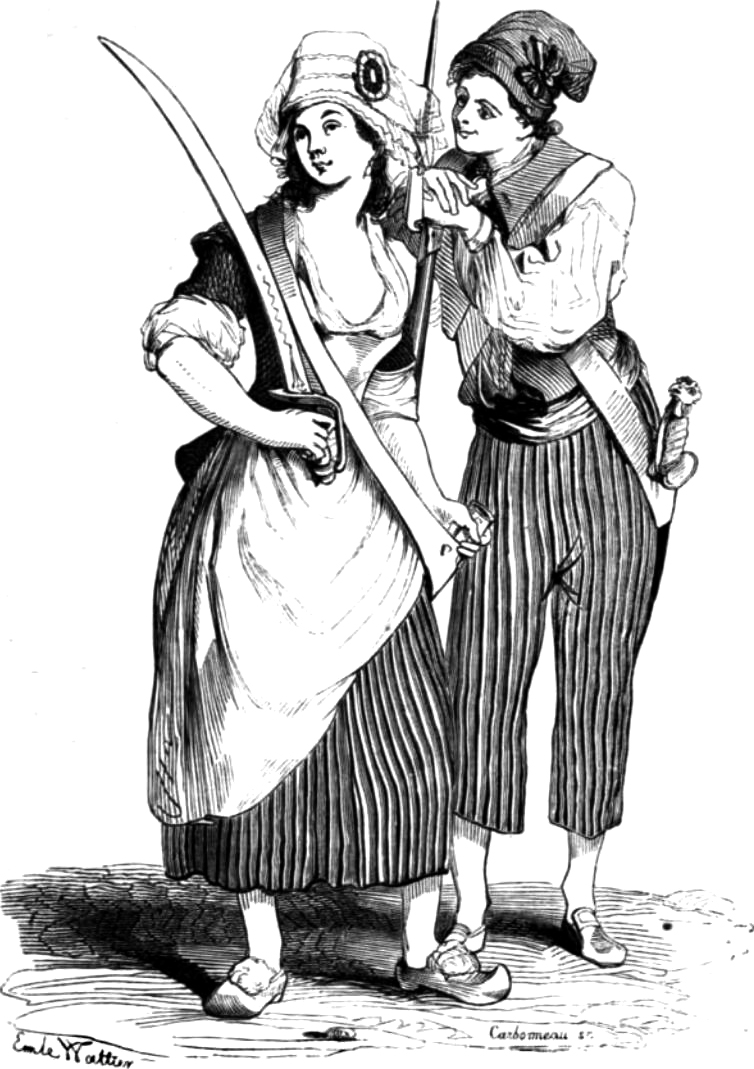
Een gewapende sansculotte

De sansculotten waren de handwerkslieden, kleine handelaren en winkeliers tijdens de Franse Revolutie. De benaming betekent "kniebroeklozen", omdat zij geen elegante kniebroek (culotte) droegen zoals de adel en de betere burgers, maar een lange werkmansbroek (pantalon) met daarboven een jas. Hun adellijke tegenhangers werden bas-de-soie (zijden kousen) genoemd. De sansculotten waren het gewone stadsvolk dat, zoals de boeren, wollen petten droeg en liep op klompen gevuld met stro. Ze voedden zich hoofdzakelijk met brood en waren om niet te verpauperen afhankelijk van de graanprijs. Vanaf juli 1789 vormden zij de stoottroepen van de Franse Revolutie. Hun leiders in de clubs waren vaak de meer welgestelden en geletterden uit deze klasse, of degenen die zich ermee identificeerden eerder dan ertoe te behoren. Door hun politiek-revolutionaire rol werd sansculotte ook de spotnaam voor een Franse soldaat uit de tijd van de Eerste Franse Republiek. Vaak hadden de sansculotten als onderscheidingsteken een rode muts op het hoofd, droegen een kokarde en waren lid van de Club van de Cordeliers. Ze noemden elkaar citoyen (à la Rousseau) en waren voor directe democratie. 
De sansculotte 'gaat altijd te voet ... en leeft zeer eenvoudig met z'n vrouw en kinderen, als hij die heeft, op de 4e of 5e verdieping.' Volgens Willem Frijhoff was de typische sansculotte in Parijs en Marseille een gehuwde man op middelbare leeftijd, die zijn eigen baas is als rentenier, vertegenwoordiger van een vrij beroep, maar veel vaker een winkelier of ambachtsman.
- Het waren de Parijse sansculotten die in de 48 stadswijken (sections) volksraden (assemblées generales) van Parijs grote invloed uitoefenden ten tijde van de Wetgevende Vergadering.
- Na 20 juni 1792 – toen de koning en de koningin in een mislukte aanval bedreigd werden door 80.000 sansculotten in het Tuilerieënpaleis – kreeg de term een meer politieke lading en werd gebruikt voor radicale republikeinen, die zich roerden in de revolutionaire burgergenootschappen en wijkorganen (assemblées generales).
- De sansculotten werden gesteund door de Parijse Commune van 1792, opgericht op 9 augustus.
- Op 10 augustus 1792 hadden de sansculotten een belangrijke inbreng bij de Bestorming van de Tuilerieën. De koninklijke familie werd opgesloten.
- Het gebrek aan betaalbare levensmiddelen deed de sansculotten op 4 september 1792 opnieuw in opstand komen. Ze eisten van de Conventie dat deze hardere maatregelen nam, de instelling van de Terreur ter bestrijding van de contrarevolutie. De sansculotten eisten beperking op eigendom en economische vrijheid.[4]
- De Montagnards en de sansculotten verbonden zich en kregen het roer in handen in de Nationale Conventie. De sansculotten werden verdedigd door Maximilien de Robespierre, Georges Danton en Jean-Paul Marat.
- Op 5 september pleitte Danton voor een wet waarbij de sansculotten een kleine vergoeding kregen als zij twee keer per week naar de afdelingsbijeenkomsten gingen en stelde voor om iedere burger een geweer te geven.[5][6]
- 1793 was het jaar van de sansculottes. Louis Antoine de Saint-Just wist de vrees voor een dictatuur van de Parijse sansculotten weg te nemen.[7] De sansculotten verzetten zich tegen de girondijnen. Op 24 mei besloten de girondijnen een onderzoek te doen naar de anarchie binnen de Commune van Parijs en de activiteiten van de sansculotten. De activiteiten van de sansculotten zouden moeten worden nagegaan en hun leiders voor de rechters gedaagd.[8] Op 26 mei riep Robespierre het volk op tot verzet. Hij spoorde de sansculottes aan om de Nationale Conventie een lesje te leren.[9] De sansculotten eisten arrestatie van de girondijnen; stemrecht uitsluitend voor sansculotten, een vaste broodprijs, en de oprichting van een revolutionair leger. Geschrokken door de massale demonstraties van de sansculotten raakten de girondijnen op 2 juni 1793 hun macht kwijt. Begin juli waren de sansculotten verantwoordelijk voor de val van de girondijnen, die tegen prijsbeheersing waren. De sansculotten die nu de tribunes van de Conventie bevolken, hadden aanzienlijk aan invloed gewonnen.
- De dood van Marat op 13 juli 1793 was een slag voor de sansculotten. Hij was geliefd bij de sansculotten omdat hij zich om hun lot had bekommerd.
- Als oplossing voor deze hopeloze situatie en het verdedigen van Frankrijk tegen heel Europa werd een levée en masse afgekondigd door Lazare Carnot op 23 augustus 1793. De beweging werd gesteund door de sansculotten.
- De Cultus van de Rede kreeg veel steun van de sansculotten. Jacques-René Hébert, redacteur van Le Père Duchesne, de krant van de sansculotten, wist hen op zijn hand te krijgen. Aan het einde van het jaar werden 60.000 kapellen en kerken genaast. In februari 1794 was er geen enkele kerk in het gehele land meer beschikbaar voor de gebruikelijke religieuze erediensten.[10]
- In het voorjaar van 1794 bemerkte Robespierre dat zijn invloed bij de sansculotten tanende was. Ze hadden niet alleen hun leider Hébert verloren, maar ook Danton en Desmoulins, die kritiek leverden op het Schrikbewind en werden beschuldigd deel uit te maken van een (buitenlandse) samenzwering.
- Paul Barras, Joseph Fouché e.a., bang voor hun eigen leven, smeedden een complot om Robespierre en ruim twintig van zijn aanhangers te arresteren. 's Avonds zijn de arrestanten bevrijd door de Sansculotten en naar het stadhuis gebracht om hun opstand voort te zetten. Toen de stormklokken luidden en Parijs werd geteisterd door slagregens, kwam er weinig volk opzetten. In de ochtend van 27 juli 1794 is het gebouw door Barras ingenomen. Later op de dag zijn Robespierre en zijn volgelingen voor het Revolutionair Tribunaal geleid. Zij hadden zich volgens Albert Soboul te veel vereenzelvigd met de sansculotten.[11]
- De Thermidorianen draaiden een aantal maatregelen terug. De maximumprijzen voor de levensmiddelen werden afgeschaft.
- In januari 1795 riep Gracchus Babeuf de sansculotten nog eenmaal op tot opstand. Charles-Gilbert Romme, de uitvinder van de revolutionaire kalender, eiste huiszoekingen naar meel en brood voor iedereen.
- Eind mei 1795 had Jacques-François Menou het bevel over een deel van de troepen in Parijs en nam deel aan het neerslaan van de Prairial-opstand van de sansculotten.